# Horní Libchava
Horní Libchava (deutsch Oberliebich, bahnamtlich Ober Liebich) ist eine Gemeinde des Okres Česká Lípa in der Region Liberec im Norden der Tschechischen Republik am Osthang des Böhmischen Mittelgebirges. Sie liegt im Tal der Bäche Libchava und Šporka, etwa 5 Kilometer nordwestlich von Česká Lípa (Böhmisch Leipa).
Im Dorf befinden sich die Barockkirche des Heiligen Jakob des Großen aus dem Jahre 1736 sowie ein Renaissanceschloss aus dem 16. Jahrhundert. Auf dem nahegelegenen Vinný vrch (Weinberg) stand früher die Burg Klinštejn (Klingenstein). Ab Mitte des 19. Jahrhunderts gehörte die Gemeinde zum Gerichtsbezirk Böhmisch Leipa bzw. zum Bezirk Böhmisch Leipa.

## Persönlichkeiten
- Wolfgang Hackel (* 1942), deutscher Volkswirt, Unternehmer und Politiker (CDU)